# 34525 Paszkowski
34525 Paszkowski este o planetă minoră (asteroid), cu un diametru de 3,027 km, din centura de asteroizi. A fost descoperită pe 24 septembrie 2000 la Experimental Test Site⁠(d) de Lincoln Near-Earth Asteroid Research. 
Obiectul prezintă o orbită caracterizată de o semiaxă mare de 2,4075905 UAi, o excentricitate de 0,16, o înclinație de 2,42906 ° în raport cu ecliptica.